# Francesca Donato
Francesca Donato ossia Corinto distrutta és una òpera en 3 actes de Saverio Mercadante, sobre llibret de Felice Romani. La primera representació va tenir lloc al Teatre Regio de Torí el 14 de febrer de 1835.

## Estrena
Els intèrprets de la primera representació van ser:
| Personatge                                                            | Tessitura | Intèrpret, estrena 14 de febrer de 1835 Torí | Intèrpret, estrena Catalunya 10 de juliol de 1841 Liceu Filodramàtic de Montsió |
| --------------------------------------------------------------------- | --------- | -------------------------------------------- | ------------------------------------------------------------------------------- |
| Donato, governador de Corint                                          | tenor     | Lorenzo Bonfigli                             | Benedetto Galliani                                                              |
| Francesca, filla de Donato i amant d'Alp                              | soprano   | Sofia dall'Occa Schoberlechner               | Felicità Rocca                                                                  |
| Loredano, noble venecià destinat a casar-se amb Francesca             | contralt  | Lucrezia Fornacciari Sangiorgi               | Giovanni Mas                                                                    |
| Memmo, comandant dels turs, amant de Francesca amb el pseudònim d'Alp | baríton   | Giorgio Ronconi                              | Luigi Battaglini                                                                |
| Bianca, amiga de Francesca                                            | soprano   | Margherita Rubini                            | Adelaida Aleu-Caballé                                                           |
| Ali, oficial d'Alp                                                    | baix      | Gaetano de Baillou                           | Giovanni Sibila                                                                 |

Va dirigir l'orquestra el concertino Giovanni Battista Polledro, amb Giuseppe Tagliabò al cèmbal i Giulio Buzzi com a director del cor.

## Argument
S'inspira en un poema de Lord Byron. L'argument tracta sobre un venecià que, víctima dels odis dels seus veïns, desterrat de la pàtria i privat de l'amant, es refugia entre els musulmans, es converteix en el seu líder i els empeny a atacar als seus antics compatriotes.
L'escena té lloc a Corint i en el camp musulmà.

## Estructura musical
- Simfonia

### Acte I
- N. 1 - Introducció: Gloria, Allà! Quant'è la terra (Cor)
- N. 2 - Duo Alp i Loredano: Quale? E mi puoi tu chiedere (Alp, Loredano, Cor)
- N. 3 - Cavatina de Francesca: Qui dove l'aura Jonia (Francesca, Bianca, Cor)
- N. 4 - Tercet de Donato, Francesca i Loredano, final de l'acte: I Ch'io ti fugga! quali accenti! - Duce, al consiglio affrettati (Donato, Francesca, Loredano, Cor)

### Acte II
- N. 5 - Cor: E' questo un rito? - Mute, tranquille (Bianca, Cor)
- N. 6 - Duo Loredano i Francesca: Sei serena! e una lagrima intanto
- N. 7 - Duo Alp i Francesca, final de l'acte: II Oh! non celar la lagrima - Ella parta; e pace e vita (Alp, Francesca, Cor, Bianca, Loredano, Donato)

### Acte III
- N. 8 - Cor: Oh tre volte felici gli estinti
- N. 9 - Ària de Donato: Si né un sospir né un gemito (Donato, Cor, Alì)
- N. 10 - Duo Loredano i Donato: Notte è presso...il campo intero
- N. 11 - Ària de Loredano: Partì...tranquille e tacite (Loredano, Cor, Alp)
- N. 12 - Duo Francesca i Alp, final de l'obra: Piangi, piangi: son contati - Oh Francesca! Ell'è sparita... (Francesca, Alp, Cor, Loredano, Donato)